# Łobanicha (rejon totiemski)
Łobanicha  (ros. Лобаниха) – wieś w Rosji, w rejonie totiemskim obwodu wołogodzkiego. W 2010 r. liczyła 6 mieszkańców.